# David R. Iverson

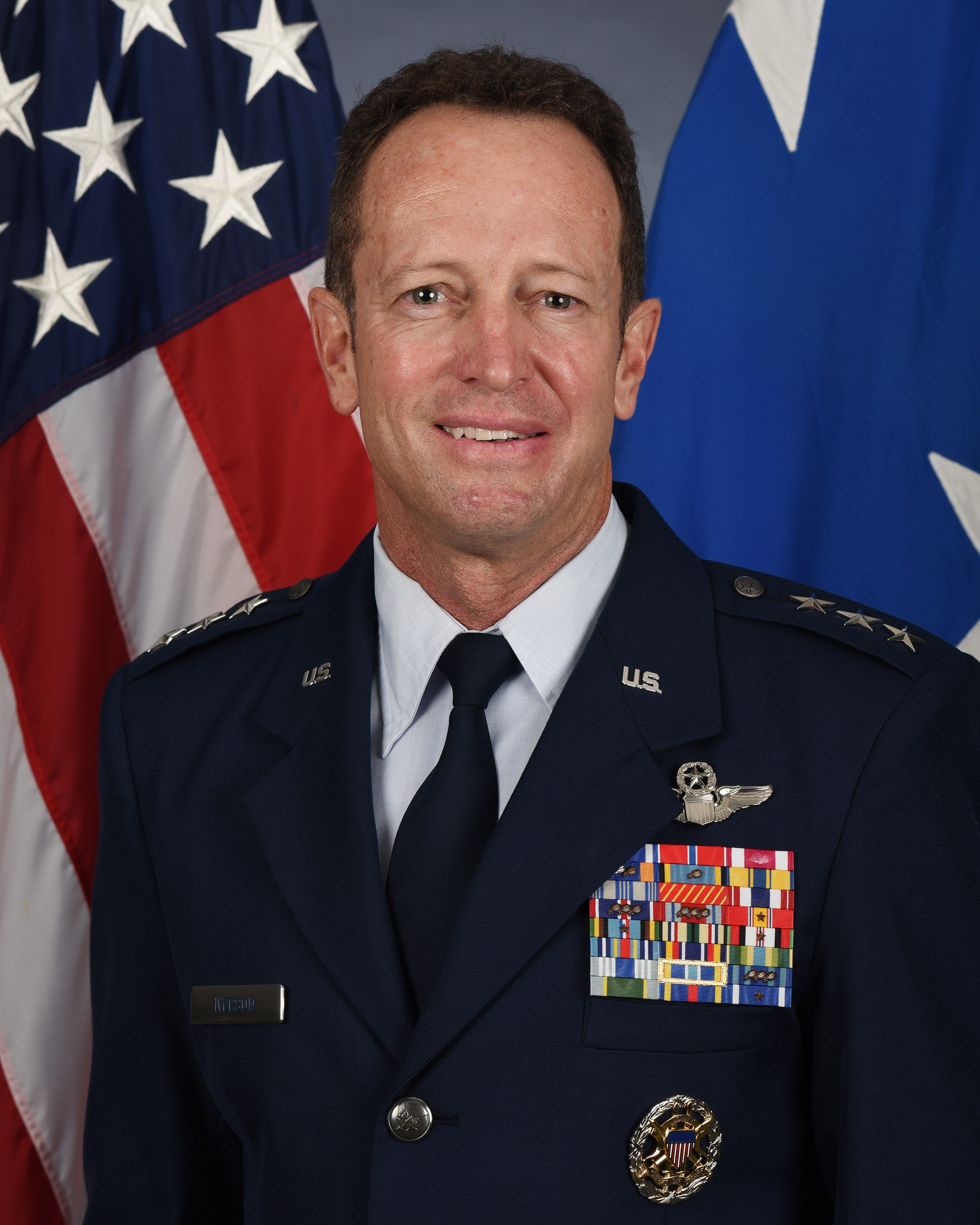
David R. Iverson (2024)

David R. Iverson (* um 1969) ist ein Generalleutnant der United States Air Force. Seit Januar 2024 kommandiert er die 7. Luftflotte.
Über das ROTC-Programm der University of Virginia gelangte er im Jahr 1991 in das Offizierskorps des United States Air Force. Dort durchlief er anschließend alle Offiziersränge vom Leutnant bis zum Drei-Sterne-General.
Im Lauf seiner militärischen Karriere absolvierte er verschiedene Kurse und Schulungen. Dazu gehörten unter anderem eine Ausbildung zum Kampfpiloten und weitere Fortbildungskurse als Pilot neuer Flugzeugtypen; die Squadron Officer School auf der Maxwell Air Force Base in Alabama; das Air Command and Staff College, das sich ebenfalls auf der Maxwell AFB befindet und das ebenfalls dort angesiedelte Air War College.
In seinen frühen Jahren als Offizier der Luftwaffe war er an verschiedenen Stützpunkten in den Vereinigten Staaten stationiert. Dabei war er als Pilot, Flugausbilder oder Stabsoffizier bei unterschiedlichen Einheiten tätig. Dazwischen absolvierte er die erwähnten Schulungen. Als Stabsoffizier war er unter anderem im Hauptquartier der Air Force tätig.
Zwischen Oktober 2006 und Mai 2010 war er in unterschiedlichen Funktionen auf der Royal Air Force Lakenheath Base in England stationiert. Von November 2008 bis zum Februar 2010 kommandierte er dort als Oberstleutnant die 492nd Fighter Squadron. Danach war er bis Mai 2010 stellvertretender Kommandeur der 48th Operations Group. Es folgte bis Mai 2011 sein Studium am Air War College.
Als Nächstes wurde er zur Al Udeid Air Base in Katar versetzt. Dort kommandierte er zwischen August 2011 und August 2012 das 609th Air and Space Operations Center. Danach gehörte er bis zum Juli 2013 dem Stab im Hauptquartier der Luftwaffe an. Daran schloss sich eine Versetzung zur Yokota Air Base in Japan an. Dort leitete David Iverson zwischen Juli 2013 und Februar 2014 die Stabsabteilung für Operationen (J3) im Hauptquartier der United States Forces Japan. Danach kommandierte er bis März 2016 auf der Mountain Home Air Force Base in Idaho das 366. Kampfgeschwader (366th Fighter Wing).
Zwischen April 2016 und Juni 2018 war Iverson in unterschiedlichen Funktionen als Militärberater (Senior Military Advisor) im Hauptquartier der Luftwaffe tätig. Danach erhielt er das Kommando über das 332. Expeditionsgeschwader (332nd Air Expeditionary Wing), das im Nahen Osten stationiert war. Diese Funktion übte er zwischen Juni 2018 und Juni 2019 aus. Anschließend gehörte er bis Juli 2021 der Stabsabteilung J7 der Joint Chiefs of Staff an.
Es folgte eine Versetzung zum Stab der Pacific Air Forces, die ihr Hauptquartier auf der Joint Base Pearl Harbor-Hickam in Hawaii hat. Dort leitete er die Stabsabteilung für Luft und Raumoperationen (Director of Air and Cyberspace Operations). Gleichzeitig kommandierte er ebenfalls auf der Hickam Basis zwischen dem 26. Juli 2021 und dem 30. Januar 2024 die Thirteenth Expeditionary Air Force.
In der Folge wurde er nach Südkorea versetzt. Dort erhielt er am 30. Januar 2024 als Nachfolger von Scott L. Pleus das Kommando über die 7. Luftflotte. Gleichzeitig ist er stellvertretender Kommandeur der United States Forces Korea, der kombinierten südkoreanisch-amerikanischen Streitkräfte, und des United Nations Commands. Diese Aufgaben bekleidet er bis heute (November 2024).
Während seiner aktiven Zeit als Militärpilot absolvierte er über 5400 Flugstunden auf verschiedenen Flugzeugtypen.

## Daten der Beförderungen
| Abzeichen | Rang               | Jahr              |
| --------- | ------------------ | ----------------- |
|           | Second Lieutenant  | 18. Mai 1991      |
|           | First Lieutenant   | 1. Mai 1993       |
|           | Captain            | 1. September 1995 |
|           | Major              | 1. März 2002      |
|           | Lieutenant Colonel | 1. April 2006     |
|           | Colonel            | 1. August 2011    |
|           | Brigadier General  | 2. August 2017    |
|           | Major General      | 1. Dezember 2019  |
|           | Lieutenant General | 30. Januar 2024   |

## Orden und Auszeichnungen
David Iverson erhielt im Lauf seiner militärischen Laufbahn unter anderem folgende Auszeichnungen:
- Defense Superior Service Medal
- Legion of Merit
- Bronze Star Medal
- Distinguished Flying Cross
- Defense Meritorious Service Medal
- Meritorious Service Medal
- Air Force Combat Action Medal
- Aerial Achievement Medal
- Air and Space Commendation Medal